# Primer ministre de Dominica
El primer ministre és el cap de govern de Dominica. Entre les seves tasques figura nomenar als altres ministres del govern. El càrrec fou creat en 1978.
Aquesta llista només compren los primers ministres des de 1978.
| Nom                  | Inici del govern      | Fi del govern        |
| -------------------- | --------------------- | -------------------- |
| Patrick John         | 3 de novembre de 1978 | 21 de juny de 1979   |
| Oliver Seraphin      | 21 de juny de 1979    | 21 de juliol de 1980 |
| Eugenia Charles      | 21 de juliol de 1980  | 14 de juny de 1995   |
| Edison Chenfil James | 14 de juny de 1995    | 3 de febrer de 2000  |
| Rosie Douglas        | 3 de febrer de 2000   | 1 d'octubre de 2000  |
| Pierre Charles       | 3 d'octubre de 2000   | 6 de gener de 2004   |
| Roosevelt Skerrit    | 8 de gener de 2004    | actualitat           |